# Dodonaea concinna
Dodonaea concinna Benth.  är en kinesträdsväxtart som beskrevs av George Bentham.
Dodonaea concinna ingår i släktet Dodonaea och familjen kinesträdsväxter. 
Inga underarter finns listade i Catalogue of Life.